# Карекадани
Карекадани (дарг. Кьаракьядани) — село в Левашинском районе Дагестана. Входит в состав сельского поселения Сельсовет Цудахарский.

## География
Расположено в 17 км к юго-западу от районного центра села Леваши.

## История
Образовано в 1950-х годах путём объединения сёл Каре и Каданимахи. В 1954 году 76 хозяйств села было переселено в Бабаюртовский район, во вновь организованы совхоз имени Маленкова  (в том же году переименован в Ф. Энгельса, впоследствии Энгельсский) с центром в селе Новокаре.

## Население
| 1888 | 1895 | 1926 | 1939 | 1970 | 1989 | 2002 |
| ---- | ---- | ---- | ---- | ---- | ---- | ---- |
| 1107 | ↘163 | ↗520 | ↗602 | ↘498 | ↘488 | ↗662 |
| 2010 | 2021 |      |      |      |      |      |
| ↗727 | ↗817 |      |      |      |      |      |